# Старшип
„Старшип“ е американска рок група от Сан Франциско, Калифорния, Съединени американски щати. Първоначално продължение на „Джеферсън Старшип“, тя претърпява промяна в музикалната посока, загуба на персонал и сключва съдебно споразумение, което довежда до промяна на името ѝ. Албумът на „Старшип“ от 1985 г., Knee Deep in the Hoopla, е награден с „платинен“ сертификат от Асоциацията на звукозаписната индустрия в Америка и включва два сингъла, които застават на първо място в класацията на списание „Билборд“ „Билборд Хот 100“ – We Built This City и Sara.
Последващият ѝ албум, No Protection, издаден през 1987 г., е сертифициран като „златен“ и включва третия номер едно сингъл на групата, Nothing's Gonna Stop Us Now. След кратка пауза в началото на 90-те години на 20-и век, групата се преформира през 1992 г. като „Старшип фючъринг Мики Томас“ и подновява концертната си дейност.

## Дискография
- Knee Deep in the Hoopla (1985)
- No Protection (1987)
- Love Among the Cannibals (1989)
- Loveless Fascination (2013)